# Probosciger aterrimus
La cacatúa enlutada, cacatúa palmera o cacatúa negra (Probosciger aterrimus) es una especie de ave psitaciforme de la familia de las cacatúas que habita en las selvas de Nueva Guinea y en el extremo norte de Queensland, en Australia. Es la única especie del género Probosciger y de la subfamilia Microglossinae.

## Descripción
La cacatúa enlutada es una especie de cacatúa de inconfundible aspecto por su color oscuro y sus mejillas rojas. Poseen un plumaje negro con una zona desnuda alrededor de las mejillas y los ojos de color rojo. Las plumas de la cresta son largas y finas. Presentan ligero dimorfismo sexual. El pico es gris oscuro, de menor tamaño en la hembra, y las patas son grises. La lengua es negra y roja. Los jóvenes presentan plumas manchadas de amarillo debajo del ala, el pico más cremoso y un anillo periocular blanco. Pueden medir entre 50 y 65 cm, y pesar entre 900 y 1.200 g.

## Distribución y hábitat
La cacatúa enlutada se encuentra en las selvas tropicales y los bosques de Nueva Guinea y Península del Cabo York, Queensland, Australia. Todavía se puede encontrar cerca de Sorong, Papúa Occidental, Indonesia, donde a veces se ve en los árboles a lo largo de las carreteras.

## Comportamiento
Tiene una exhibición territorial única donde el ave (típicamente el macho) tamborilea con un palo grande (es decir, hasta 2.5 cm de diámetro, 15 cm de largo) o vaina de semillas contra una rama o árbol muerto, creando un fuerte ruido que puede ser escuchado hasta 100 m de distancia. Después de tocar el tambor, el macho de vez en cuando corta la herramienta del tambor en pedazos pequeños para forrar el nido. [cita requerida] Aunque este comportamiento de tamborileo fue descubierto hace más de dos décadas (en 1984 por G.A. Wood), la razón por la que las cacatúas enlutadas tamborilean sigue siendo un misterio. Una razón podría ser que las hembras pueden evaluar la durabilidad del hueco de anidación por la resonancia del tamborileo. Otra posibilidad podría ser que los machos tamborileen para marcar su territorio frente a otros machos. [cita requerida] La cacatúa enlutada es un ave inusual, siendo una especie antigua y una de las pocas especies de aves conocidas que usa herramientas.

### Vocalización

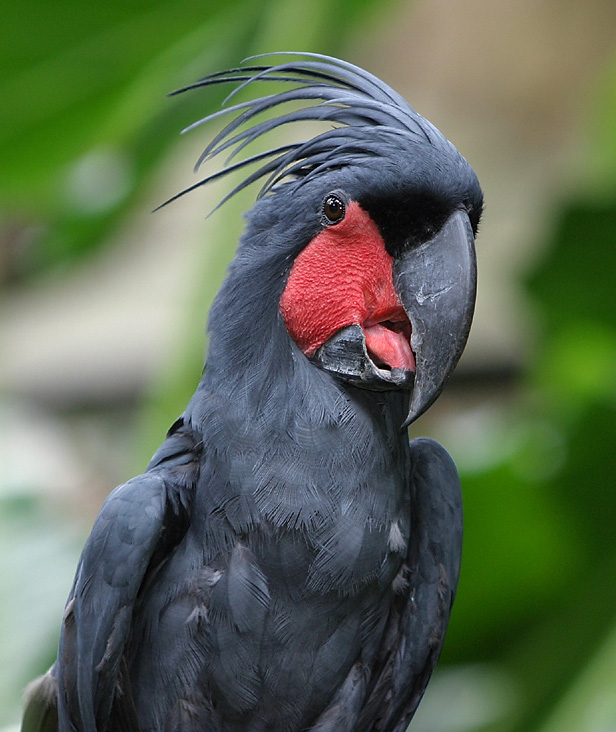
Cacatúa enlutada en el Parque de aves de Jurong en Singapur.

Las vocalizaciones de las cacatúas enlutadas son similares a las de la mayoría de los loros salvajes, pero también se ha demostrado que producen una variedad de sílabas adicionales en exhibición e intercambio con individuos vecinos. Estas sílabas adicionales son producidas principalmente por hombres y, a menudo, se combinan para formar secuencias largas y complejas. En una población en el parque nacional de Kutini-Payamu (Parque nacional Montes de Hierro), se distinguieron 30 sílabas diferentes.
Las cacatúas enlutadas del este tienen diferentes tipos de llamada que las de otras áreas, debido a su aislamiento a largo plazo.

### Comportamiento de bandada
Esta especie normalmente no aparece en grandes cantidades. No se sabe que se alimenten en bandadas como muchas de las especies de cacatúas. Por lo general, solo se observa de uno a seis individuos alimentándose juntos a la vez. Al igual que con otras aves grandes, ambos padres cuidan de las crías, por lo que no es inusual ver una pareja reproductora. Si estas aves se congregan, por lo general sucederá en un bosque abierto justo después del amanecer o a lo largo del borde del bosque lluvioso antes de regresar a los refugios individuales para pasar la noche.

### Cría
Las cacatúas enlutadas solo ponen un huevo cada dos años y tienen una de las tasas de éxito reproductivo más bajas reportadas para cualquier especie de loro. Contrarrestando esto es su larga vida útil. Un macho comenzó a reproducirse a los 29 años en el zoológico de Taronga en Sídney, y una hembra en el zoológico de Londres tenía 40 años cuando puso su primer huevo en 1966. La reproducción se lleva a cabo dentro de los huecos de los árboles que parecen tubos verticales. Los incendios juegan un papel importante en la destrucción y creación de nidos. Los incendios permiten la colonización de microorganismos y termitas, que ingresan al árbol y comienzan a vaciar el interior. Los ciclones son importantes en la etapa final del desarrollo del hueco del nido.

### Alimentación
Se alimenta de semillas, bayas, plantas, insectos y sus larvas. La cacatúa enlutada a menudo se alimenta durante las primeras horas del día con una dieta que consiste principalmente en frutos de palma pandanus silvestres y nueces del árbol kanari. También se les ha visto comiendo fruta de la corteza fibrosa de Eucalyptus miniata y Parinari nonda, así como semillas del Planchonia careya, el Terminalia catappa y el Castanospermum australe.

## Conservación y estado

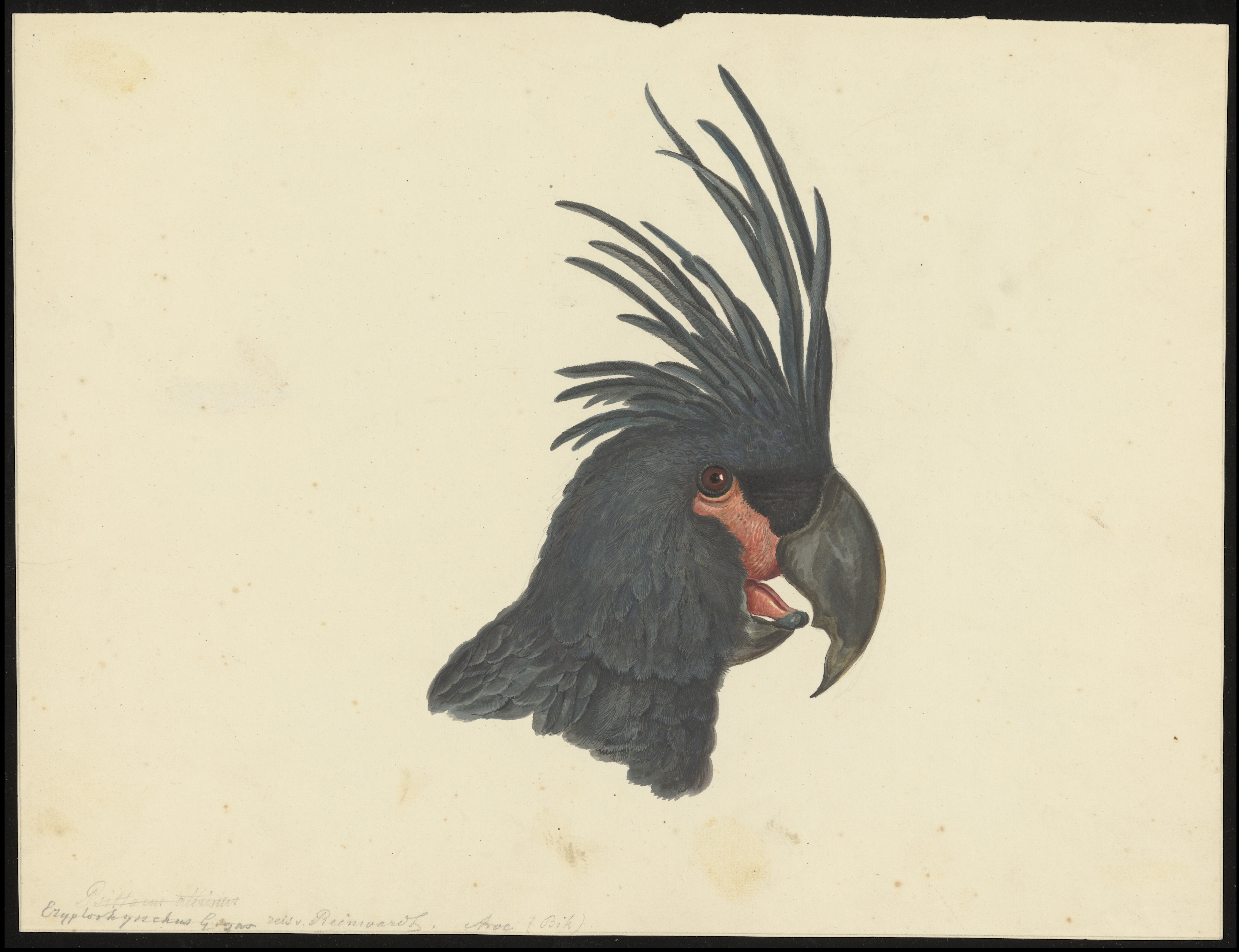
Gran cacatúa negra de Nueva Guinea, expedición colonial holandesa Natuurkundige Commissie, alrededor de 1821-1822.

La cacatúa enlutada es todavía relativamente común en Cabo York, pero está amenazada allí por destrucción de hábitat, particularmente debido a la extracción de bauxita alrededor de Weipa y regímenes de fuego alterados en otros lugares. Las cacatúas enlutadas se cazan en Nueva Guinea. La cacatúa enlutada está actualmente evaluada como de menor preocupación en la Lista Roja de la UICN de especies amenazadas. Está incluido en el Apéndice I de CITES. En Australia, las cacatúas enlutadas fueron reincorporadas de Casi Amenazadas a Vulnerables el 31 de octubre de 2015 (Lista de la Ley EPBC de Fauna Amenazada).

## Avicultura
Esta especie tiene una gran demanda para el comercio de mascotas debido a su apariencia inusual. En las primeras situaciones de cautiverio, los dueños de mascotas les daban croquetas para perros o una mezcla genérica de semillas de aves, mientras que los zoológicos les daban "galletas de mono". A medida que sus necesidades nutricionales se hicieron más evidentes a lo largo de los años, los propietarios cambiaron a gránulos de "dieta fabricada" especialmente formulados junto con una amplia variedad de delicias como maní, nueces, nueces de Brasil, piñones, semillas de girasol, naranjas, manzanas, uvas, granadas, plátanos, batatas, zanahorias, remolachas, brócoli y col rizada. Muchos zoológicos todavía les dan galletas de mono para ampliar su dieta.